# Вычужанин, Владимир Викторович

Владимир Викторович Вычужанин (род. 1953) — доктор технических наук, профессор, заведующий кафедрой информационных технологий национального университета «Одесская политехника» (onpuit.wordpress.com), член-корреспондент Транспортной академии Украины.
Автор более 400 научных работ и учебно-методических пособий, монографии, около 20 отечественных и иностранных патентов, авторских свидетельств.

## Биография
Родился 4 июля 1953 года в Липецке.
В 1971 году поступил на факультет автоматики и вычислительной техники Одесского политехнического института (ныне национальный университет «Одесская политехника») и в 1976 году закончил его.
С 1976 по 1978 год работал инженером по специальности в НИИ Министерства обороны СССР.
В 1978 году стал аспирантом выдающегося ученого, руководителя научной школы в области теории автоматического регулирования, члена-корреспондента Академии Наук СССР, доктора технических наук, профессора Ивана Ивановича Кринецкого.
После окончания аспирантуры работал научным сотрудником на кафедре автоматики в Одесском высшем инженерном морском училище Министерства морского флота СССР под руководством профессора Кринецкого И. И., где в 1985 году защитил кандидатскую диссертацию.
С 1988 по 2009 год — доцент Одесского института инженеров морского флота Министерства морского флота СССР. Докторскую диссертацию «Научно-технические основы эксплуатации судовых центральных систем комфортного кондиционирования воздуха» защитил в 2009 году в Одесском национальном морском университете, председатель совета — академик Украинской Академии Наук, академик Российской Академии Транспорта, действительный член Британского Королевского общества кораблестроителей Воробьев Юрий Леонидович.
В 2009—2011 годах — профессор кафедры информационных технологий, с 2011 года — заведующий кафедрой информационных технологий Одесского национального морского университета. С 2018 года — заведующий кафедрой информационных технологий Одесского национального политехнического университета, с 2022 года национального университета «Одесская политехника».

### Научная деятельность
Основные направления научной деятельности: информационно-технологическое обеспечение функционально-топологических структур распределенных систем по критериям живучести корабельных комплексов; комплексное проектирование программируемых средств цифровой обработки сигналов; разработка и исследование интеллектуальных управляющих устройств.
Автор ряда методов: информатизации прогнозирования риска структурно сложных технических систем; структурной оптимизации характеристик систем дистанционного мониторинга и диагностики судовых сложных технических систем; разработки модульных структур экспертной оценки и прогнозирования рисков сложных технических систем; аппаратно-программного моделирования и тестирования проектируемых сложных технических систем; комплексного проектирования оптимальных систем управления с программируемыми логическими интегральными схемами; применения программируемых логических интегральных схем для увеличения пропускной способности электронных устройств.
Разработал метод моделирования эксплуатационных условий судовых сложных технических систем с учётом пространственной их компоновки. Развил метод когнитивно-имитационного и нечеткого моделирования функционально-топологических структур распределенных систем, а также метод когнитивно-имитационного моделирования разрабатываемых интеллектуальных модулей систем прогнозирования технического состояния и поддержки принятия решений для оценки надежности сложных технических систем. Развил метод информационного обеспечения поддержки принятия решений при поиске причин отказов функционально взаимосвязанных и взаимодействующих элементов сложных технических систем с использованием вероятностного метода сетей Байеса.
Автор ряда теоретических моделей: систем комфортного кондиционирования воздуха на основе нечеткой логики; динамики тепло-массообменных аппаратов систем кондиционирования воздуха, холодильных машин. Предложил когнитивные модели систем диагностики сложных технических систем.
Его научные разработки используются в промышленности и на транспорте. Участвовал в проектировании информационно управляемых энергосберегающих установок специального назначения согласно постановлению министерства морского флота СССР.

### Педагогическая деятельность
Под научным руководством ученого защищены  кандидатские диссертации. Среди учеников профессора В. В. Вычужанина  победители студенческих олимпиад и международных конференций.

### Общественная деятельность
С 2012 года является учредителем, членом программного комитета Международной научно-практической конференции «Информационные управляющие системы и технологии» (ИУСТ) на базе Одесского национального морского университета, на базе Одесского национального политехнического университет. Входит в редакционные коллегии международных научно-технического журнала «Вестник Волжской государственной академии водного транспорта»., научного журнала "Herald of Advanced Information Technology".
Член специализированных советов по защите диссертаций на соискание ученых степеней кандидата и доктора технических наук при национальном университете «Одесская политехника», национальном университете «Одесская морская академия».

## Труды
К наиболее значимым публикациям в его научно-исследовательской деятельности относятся статьи:
- - Vychuzhanin V.   Intelligent Diagnostics of Ship Power Plants: Integration  of Case-Based Reasoning, Probabilistic Models, and ChatGPT. A Universal Approach to Fault Diagnosis and Prognostics in Complex Technical Systems: Monograph / V. Vychuzhanin, A. Vychuzhanin. –  Lviv-Torun : Liha-Pres, 2025 – 412 р. ISBN 978-966-397-516-0 . DOI 10.36059/978-966-397-516-0
  - Vychuzhanin, V., Vychuzhanin, MODEL FOR DETERMINING SIMILARITY BETWEEN CASES IN FAILURE DIAGNOSIS OF SHIP POWER PLANT EQUIPMENT. .ВІСНИК ПРИАЗОВСЬКОГО ДЕРЖАВНОГО ТЕХНІЧНОГО УНІВЕРСИТЕТУ.  2025р.  Серія: Технічні науки  Вип. 50, 9-17. DOI: 10.31498/2225-6733.50.2025.336233
  - Vychuzhanin, V., Vychuzhanin, A. INTEGRATED APPROACH TO DIAGNOSING COMPLEX TECHNICAL SYSTEMS:EXPERIMENTAL VALIDATION AND MULTIDIMENSIONAL EFFICIENCY ASSESSMENT. ВІСНИК СХІДНОУКРАЇНСЬКОГО НАЦІОНАЛЬНОГО УНІВЕРСИТЕТУ імені Володимира Даля № 5 (291) 2025. 5-17. https://doi.org/10.33216/1998-7927-2025-291-5-5-17
  - Vychuzhanin, V., Vychuzhanin, A. INTEGRATED APPROACH TO CREATING A CASE-BASED DATABASE FOR DIAGNOSING FAILURES IN SHIP POWER PLANTS. Informatics and Mathematical Methods in Simulation Vol.15 (2025), No. 2, pp. 155-165. DOI 10.15276/imms.v15.no2.155
  - Vychuzhanin, V., Vychuzhanin, A. ADAPTIVE CASE-BASED REASONING WITH PROBABILISTIC INTEGRATION FOR THE DIAGNOSIS AND PROGNOSIS OF THE TECHNICAL CONDITION OF COMPLEX SYSTEMS. ВІСНИК СХІДНОУКРАЇНСЬКОГО НАЦІОНАЛЬНОГО УНІВЕРСИТЕТУ імені Володимира Даля № 4 (290) 2025, 5-20. https://doi.org/10.33216/1998-7927-2025-290-4-5-20
  - Vychuzhanin, V., Vychuzhanin, A. (2025). Using ChatGPT for the intelligent diagnostics of complex technical systems.BULLETIN of Cherkasy State Technological University 30(1),  68—79.  dooii:  10..62600/bcstu/1..2025.68.
  - Vychuzhanin, V., Vychuzhanin, A., Guzun, O., & Zadorozhny, O. (2025). Mathematical modelling of eye condition in glaucoma: Approaches to parameter analysis and their interactions. Information Technologies and Computer Engineering,  22(1), 9-19. doi: 10.63341/vitce/1.2025.09
  - Vychuzhanin V., Vychuzhanin А., Guzun O., Zadorozhnyy O.Integration of physiological factors into a mathematicalmodel of the human eye condition. Applied Aspects of Information Technology.2025; Vol.8 No.1: 75–87DOI: https://doi.org/10.15276/aait.08.2025.6
- Stochastic Models and Methods for Diagnostics, Assessment, and Prediction of the Technical Condition of Complex Critical Systems : monograph / V. Vychuzhanin, A. Vychuzhanin. – Lviv-Torun : Liha-Pres, 2025 – 176 с.DOI 10.36059/978-966-397-457-6
- Vladimir Vychuzhanin, Alexey Vychuzhanin, Nickolay Rudnichenko/CBR Method for Decision-making Support in Operation Efficiency Ensuring of Complex Technical Systems. Сeur-ws.org, CMIS-2024.- Vol-3702 Р. 72 — 85
- Vladimir Vychuzhanin, Nickolay Rudnichenko , Andrii Simanenkov, Tetiana Otradskya, Denys Shvedov, Igor Petrov/ Large language models for processing and intellectual large volumes heterogeneous texts analysis with identifying bots in social networks. Сeur-ws.org, Vol-3790,  ICST 2024, р.26-37
- Vladimir Vychuzhanin, Natalia Shibaeva, Alexey Vychuzhanin, Nickolay Rudnichenko/Intellectualization Method and Model of Complex Technical System’s Failures Risk Estimation and Prediction, Сeur-ws.org,  3392, CMIS-2023.- Р. 130 — 140
- Vladimir Vychuzhanin,Andrii Levchenko, Nickolay Rudnichenko, Yurii Bercov, Method for Processing and Assessing the Degree of Digital Image Compression Based on Haar Transformation/ Сeur-ws.org, 3137, CMIS-2022.- Р. 262 — 273
- Vladimir Vychuzhanina , Nickolay Rudnichenkoa , Tetiana Otradskyaa,Data Mining Information System for Complex Technical Systems Failure Risk Evaluation/ Сeur-ws.org, 3137, CMIS-2022.- Р. 250 — 261
- Vychuzhanin, V., Rudnichenko, N., Vychuzhanin, A., Bercov, Y., Levchenko, A., Otradskya, T.Adaptive Digital Image Compression/Yaseen, S.G. (eds) Digital Economy, Business Analytics, and Big Data Analytics Applications. Studies in Computational Intelligence, vol 1010. Springer,2022, р.45-53 Cham. https://doi.org/10.1007/978-3-031-05258-3_5
- Vychuzhanin, V., Rudnichenko, N., Bercov, Y., Levchenko, A., Vychuzhanin, A. Digital Image Processing for Remote Sensing of the Earth’s Surface/Yaseen, S.G. (eds) Digital Economy, Business Analytics, and Big Data Analytics Applications. Studies in Computational Intelligence, vol 1010, р.1 — 9. Springer, Cham. https://doi.org/10.1007/978-3-031-05258-3_1
- Vladimir Vychuzhanin, Natalia Shibaeva, Nickolay Rudnichenko, Alexey Vychuzhanin Optimization of Data Transmission System Information Parameters for Complex Technical System’s State Diagnosing / CMIS-2021 Computer Modeling and Intelligent Systems 2021/ CEUR Workshop Proceedings.-  Vol-2864.= Р.445-454
- Vladimir Vychuzhanin, Nickolay Rudnichenko,  Natalia Shibaeva, Svetlana Antoshchuk, Igor Petrov  Intellectual Information System for Supporting Text Data Rephrasing Processes Based on Deep Learning/IntelITSIS 2021 Intelligent Information Technologies & Systems of Information Security 2021/CEUR Workshop Proceedings.-, Vol-2853- Р.  228-237
- Vladimir Vyсhuzhanin, Nicolay Rudnichenko, Natalia Shibaeva, Yuriy Kondratenko, Cognitive-Impulse Model For Assessing Complex Technical Systems Survivability. ICST 2020: Сeur-ws.org. 2711.- Р. 571-585
- Vladimir Vychuzhanin, Nicolay Rudnichenko, Svetlana Antoshchuk  Information System for the Intellectual Assessment Customers Text Reviews Tonality Based on Artificial Neural Networks. Сeur-ws.org. 2711.- ICST 2020:- Р. 371-385
- V. Vychuzhanin Development of the analytical system for vehicle operating conditions management in the V2I information complex using simulation modeling / Eastern-European Journal of Enterprise Technologies 5/3 ( 107 ) 2020 .- Р.6 — 16
- Vychuzhanin V.,  Rudnichenko  N.  Complex Technical System Condition Diagnostics and Prediction Computerization/CMIS-2020 Computer Modeling and Intelligent Systems, Сeur-ws.org. 2608.-Р.1-15
- Vychuzhanin V., Rudnichenko  N.  Decision Support System for the Machine Learning Methods Selection in Big Data Mining/CMIS-2020 Computer Modeling and Intelligent Systems, Сeur-ws.org. 2608.-Р.1-14
- Vychuzhanin V. Information System for Monitoring and Analyzing the Technical Condition of Autonomous Vehicles/2020 IEEE Conference of Russian Young Researchers in Electrical and Electronic Engineering/Machine Modelling and Simulations
- Вычужанин В. В. Методы информационных технологий в диагностике состояния сложных технических систем. Монография, Из-во Экология, 2019.- 178 с.
- Vychuzhanin V.., Rudnichenko N., Shybaievа N. Cognitive Model of the Internal Combustion Engine/SAE International, 2018-01-1738
- Vychuzhanin V.V., Boyko V. D., Shibaev D. S., Rudnichenko N. D., Shibaeva N. O. Big data mapping in the geopositioning systems for fishing industry/XII-th International Scientific and Technical Conference Computer Science and Information Technologies Lviv,, 2017, р. 28-32
- Vladimir Vychuzhanin, Nickolay Rudnichenko, Denis Shibaev, Natalia Shibaeva. Mobile application for remote monitoring and predicting risk of damage of the technical system’s components/ Journal of Theoretical and Applied Computer Science, 2016, Vol. 10, No. 3, Р. 19-29
- V. Vichuganin. Devising a method for the estimation and prediction of technical condition of ship complex systems// Eastern-European Journal of Enterprise Technologies, Information and controlling systems, 2016.- 6/9 (84).- Р. 4-11;
- Vichyjanin V. Information of the Controlled from Distance Diagnostic Ting of the State of the Complex Technical Systems// The Annual Conference International 15 Sustainability and Competitiveness in Business/ Jordan 18-20/4/2016, P.253-260
- Вычужанин В. В., Шибаева Н. О. Информатизация прогнозирования риска структурно сложных технических систем с помощью моделей байесовских сетей доверия //ІНФОРМАТИКА ТА МАТЕМАТИЧНІ МЕТОДИ В МОДЕЛЮВАННІ, 2016.- Том 6.- № 3.- С. 205—214;
- Вычужанин В. В., Шибаева Н. О. Информационное обеспечение дистанционной оценки рисков сложных технических систем//ІНФОРМАТИКА ТА МАТЕМАТИЧНІ МЕТОДИ В МОДЕЛЮВАННІ, 2016 .- Том 6.- № 2.- С. 133—141;
- Вычужанин В. В. , Рудниченко Н. Д. Нечетко-вероятностная модель оценок рисков сложных технических систем/Информатика и математические методы в моделировании, 2014 .- Т.4, № 3.- С. 225—231;
- V. Vichuganin. Assessment of risks structurally and functionally complex technical systems// Eastern-European Journal of Enterprise Technologies, 2014.- v.1.- № 2(67).- с.18-22;
- V. Vichuganin. Realization of a fuzzy controller with fuzzy dynamic correction / Central European Journal of Engineering., 2012, 2(3), Р. 392—398